# Lord-lieutenant de Hereford and Worcester
Ceci est une liste de personnes qui ont servi lord-lieutenant du Hereford and Worcester a été formé en 1974 par la fusion des anciens comtés (et les zones de Lieutenance) du Herefordshire et du Worcestershire. Il a été aboli en 1998 lorsque les deux comté cérémoniel du Herefordshire et Worcestershire ont été de nouveau séparés.

## Lord-lieutenants du Hereford and Worcester 1974-1998
- John Francis Maclean 1er avril 1974 – 12 juillet 1977 (précédemment lord-lieutenant du Herefordshire)[1]
- Thomas Dunne 12 juillet 1977 – 31 mars 1998[2]